# Dia Mundial da Fotografia Pinhole
O Dia Mundial da Fotografia Pinhole é celebrado anualmente no ultimo domingo de abril. O evento foi criado para promover e celebrar a arte da fotografia pinhole em todo o mundo.

## Fotografia pinhole

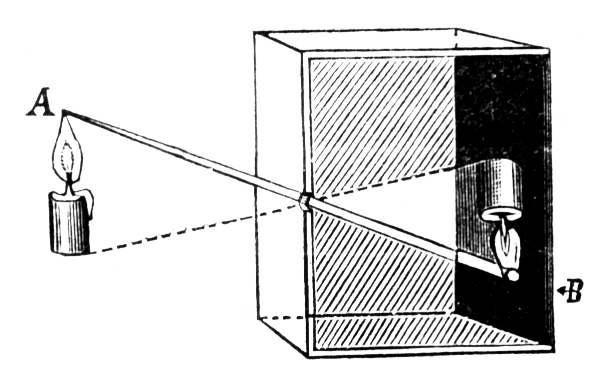
Câmara escura

A fotografia pinhole consiste no registro de uma imagem real através de uma câmara escura: Uma caixa completamente selada com um orifício em uma de suas faces por onde a luz refletida por algum objeto externo atinge a superfície interna oposta, onde se forma uma imagem invertida daquele objeto.